# Charlie Daniels
|  | Aquest article tracta sobre el músic i cantant estatunidenc. Si cerqueu el futbolista anglès, vegeu «Charlie Daniels (futbolista)». |

Charlie Daniels (Wilmington, Carolina del Nord, 28 d'octubre de 1936 - Hermitage, Tennessee, 6 de juliol de 2020) fou un cantant, compositor i multiinstrumentista estatunidenc, en actiu des de la dècada del 1950. La seva música abasta els estils bluegrass, country, rock, Southern rock, outlaw country, country rock, blues rock, rock and roll, blues i gòspel, i és conegut per la seva cançó "The Devil Went Down to Georgia", un èxit de la música country. Va entrar al Cheyenne Frontier Days Hall of Fame el 2002, al Grand Ole Opry el 2008, al Musicians Hall of Fame and Museum el 2009, i al Country Music Hall of Fame el 2016.
Daniels va créixer en un ambient que incloïa gòspel pentecostal, bandes locals de bluegrass, i el rhythm and blues i country de les estacions de ràdio WLAC i WSM de Nashville. D'adolescent es va traslladar amb la seva família al petit poble de Gulf (Carolina del Nord), i va acabar l'institut el 1955. Era destre amb la guitarra, el fiddle, el banjo i la mandolina, i va formar la seva pròpia banda de rock'n'roll i es van fer a la carretera.
Va aparèixer a la pel·lícula Urban Cowboy (1980) actuant amb la seva banda, The Charlie Daniels Band.

## Discografia

### Àlbums d'estudi
| Any  | Títol                                                    | Discogràfica                           | Notes                                         |
| ---- | -------------------------------------------------------- | -------------------------------------- | --------------------------------------------- |
| 1971 | Charlie Daniels                                          | Capitol Records                        |                                               |
| 1972 | Te John, Grease, & Wolfman                               | Kama Sutra Records                     |                                               |
| 1973 | Honey in the Rock                                        | Kama Sutra Records                     |                                               |
| 1974 | Way Down Yonder                                          | Kama Sutra Records                     |                                               |
| 1974 | Fire on the Mountain                                     | Kama Sutra Records                     | EUA: disc de platí                            |
| 1975 | Nightrider                                               | Epic Records                           |                                               |
| 1976 | Saddle Tramp                                             | Epic Records                           | EUA: disc d'or                                |
| 1976 | High Lonesome                                            | Epic Records                           |                                               |
| 1977 | Midnight Wind                                            | Epic Records                           | EUA: disc d'or                                |
| 1979 | Million Mile Reflections                                 | Epic Records                           | EUA: disc de platí (x3) Canadà: disc de platí |
| 1980 | Full Moon                                                | Epic Records                           | EUA: disc de platí                            |
| 1982 | Windows                                                  | Epic Records                           | EUA: disc d'or                                |
| 1985 | Me and the Boys                                          | Epic Records                           |                                               |
| 1987 | Powder Keg                                               | Epic Records                           |                                               |
| 1988 | Homesick Heroes                                          | Epic Records                           |                                               |
| 1989 | Simple Man                                               | Epic Records                           | EUA: disc de platí                            |
| 1991 | Renegade                                                 | Epic Records                           |                                               |
| 1993 | America, I Believe in You                                | Liberty Records                        |                                               |
| 1994 | The Door                                                 | Sparrow Records                        |                                               |
| 1995 | Same Ol' Me                                              | Capitol Records                        |                                               |
| 1996 | Steel Witness                                            | Sparrow Records                        |                                               |
| 1997 | Blues Hat                                                | Blue Hat Records                       |                                               |
| 1997 | By the Light of the Moon                                 | Sony Music                             |                                               |
| 1999 | Tailgate Party                                           | Blue Hat Records                       |                                               |
| 2000 | Road Dogs                                                | Blue Hat Records                       |                                               |
| 2002 | How Sweet the Sound: 25 Favorite Hymns and Gospel Greats | Sparrow Records                        |                                               |
| 2002 | Redneck Fiddlin' Man                                     | Audium Entertainment                   |                                               |
| 2005 | Songs From the Longleaf Pines                            | Koch Records                           |                                               |
| 2007 | Deuces                                                   | Koch Records                           |                                               |
| 2013 | Hits of the South                                        | Megaforce Records                      |                                               |
| 2014 | Off the Grid: Doin' It Dylan                             | Blue Hat Records                       |                                               |
| 2016 | Night Hawk                                               | CDC Records/Bob Frank Distribution/RED |                                               |

### Recopilatoris i àlbums en viu
| Any  | Títol                                               | Discogràfica                           | Notes                   |
| ---- | --------------------------------------------------- | -------------------------------------- | ----------------------- |
| 1976 | Volunteer Jam                                       | Kama Sutra Records                     |                         |
| 1978 | Volunteer Jam III and IV                            | Epic Records                           |                         |
| 1980 | Volunteer Jam VI                                    | Epic Records                           |                         |
| 1981 | Volunteer Jam VII                                   | Epic Records                           |                         |
| 1983 | A Decade of Hits                                    | Epic Records                           | EUA: disc de platí (x4) |
| 1994 | Super Hits                                          | Epic Records                           | EUA: disc de platí (x2) |
| 1996 | The Roots Remain                                    | Epic Records                           |                         |
| 1998 | Fiddle Fire: 25 Years of the CDB                    | Blue Hat Records                       |                         |
| 1999 | Volunteer Jam/Classic Live Performances: Volume One | Blue Hat Records                       |                         |
| 1999 | Volunteer Jam/Classic Live Performances: Volume Two | Blue Hat Records                       |                         |
| 2001 | Live!'                                              | Audium Entertainment                   |                         |
| 2003 | Freedom and Justice for All                         | Blue Hat Records                       |                         |
| 2004 | Essential Super Hits                                | Koch Records                           |                         |
| 2006 | 16 Biggest Hits                                     | Legacy Recordings                      |                         |
| 2007 | Live from Iraq                                      | Blue Hat Records                       |                         |
| 2010 | Land That I Love                                    | Blue Hat Records                       |                         |
| 2013 | Country: Charlie Daniels                            | Sony Music                             |                         |
| 2015 | Live at Billy Bob's Texas                           | CDB                                    |                         |
| 2017 | Memories, Memoirs and Miles – Songs of a Lifetime   | CDC Records/Bob Frank Distribution/RED |                         |